# Forville
Forville är en ort i Belgien.   Den ligger i provinsen Namur och regionen Vallonien, i den centrala delen av landet, 60 km sydost om huvudstaden Bryssel. Forville ligger 171 meter över havet och antalet invånare är 1 374.
Terrängen runt Forville är platt, och sluttar norrut. Runt Forville är det ganska tätbefolkat, med 100 invånare per kvadratkilometer.. Närmaste större samhälle är Namur, 15,1 km sydväst om Forville. 
Trakten runt Forville består till största delen av jordbruksmark.